# Hieracium nivimontis
Hieracium nivimontis es una especie de planta con flor del género Hieracium, de la familia Asteraceae, orden Asterales.

## Distribución
Hieracium nivimontis se distribuye por la República Checa.

## Taxonomía
Fue descrita científicamente por (Oborn. y Zahn) J. Chrtek fil.